# Le Visionarium
Le Visionarium was een attractie in het Disneyland Park in Parijs, in Tokyo Disneyland en in het Magic Kingdom (onder de naam The Timekeeper). Het was een circle-vision 360°-film waarbij bezoekers terug door de tijd reisden samen met robots Timekeeper en Nine-Eye. De in de attractie vertoonde film zelf droeg de naam Un Voyage à Travers le Temps in het Frans en From Time to Time in het Engels. In alle parken werd de attractie gesloten om te worden vervangen door ofwel een Buzz Lightyear-attractie, ofwel door Monsters, Inc. Laugh Floor.

## Geschiedenis
Le Visionarium is ontworpen als openingsattractie voor het Disneyland Park in Parijs. Hoewel Disney al eerder attracties had gebouwd die gebruikmaakten van een circle-vision 360°-film, was het idee voor Le Visionarium om gebruik te maken van een verhaal en plot, in plaats van simpelweg achtereenvolgens landschappelijke beelden te tonen zoals bij eerdere circle-vision 360°-attracties. Eerste ideeën voor de attractie waren dat een kind op een computer gasten mee terug zou nemen door de tijd. De reis zou zich concentreren rondom beelden uit het verleden van Europa en grote Europese wetenschappers.
De inspiratie voor het uiteindelijke concept van de attractie (dat van twee robots die je mee terugnemen door de tijd) kwam van een zingende animatronic op Walt Disney Imagineering, die door imagineers graag aan bezoekers werd getoond. De eigenschap van deze animatronic was dat hij geen behuizing had om zijn techniek te verbergen, maar dat deze gewoon zichtbaar was. Omdat dit de fascinatie opwekte van bezoekers, werd het idee ontwikkeld om een dergelijke animatronic te ontwikkelend voor de nieuwe attractie in Disneyland Parijs: de uiteindelijke Timekeeper-animatronics. Het idee van het kind met computer werd van tafel geschoven en Timekeeper en Nine-Eye werden de leidende figuren in het nieuwe attractieconcept. Met dit concept werd de uiteindelijke attractie op 12 april 1992 geopend, samen met het volledige Disneyland Park in Parijs. De Parijse attractie werd van 1992 tot 2002 van sponsoring voorzien door Renault. Een jaar later opende de attractie op 15 april 1993 in Tokyo Disneyland als onderdeel van haar 10e verjaardag, gelijkaardig aan de versie in Parijs.
Op 1 september 2002 werd de attractie in Tokyo Disneyland gesloten om plaats te maken voor Buzz Lightyear's Astro Blasters. Datzelfde lot onderging de attractie in het Disneyland Park in Parijs, die op 5 september 2004 werd gesloten en werd vervangen door Buzz Lightyear Laser Blast.

### De reïncarnatie van Le Visionarium voor het Magic Kingdom
Rond oktober 1991 werd een maquette gepresenteerd voor een volledig herontwerp van Tomorrowland in het Magic Kingdom, naar voorbeeld van Discoveryland in Disneyland Parijs. In die maquette waren ideeën opgenomen om de circle-vision 360°-attractie American Journeys te vervangen door een Engelse variant van Le Visionarium. Deze attractie zou gekoppeld worden aan een restaurant, The Astronomer's Club, waarin Timekeeper en Nine-Eye wetenschappers uit het verleden zouden halen om een show op te voeren. Door tegenvallende bedrijfsresultaten van Disneyland Parijs werden de plannen voor een nieuw Tomorrowland in het Magic Kingdom echter in de ijskast gezet, en daarmee het concept voor een Engelse versie van Le Visionarium.
In 1994 werd er toch een vernieuwde versie van Tomorrowland geopend in het Magic Kingdom, echter niet naar voorbeeld van het gelijkaardige parkdeel in Parijs. Het Magic Kingdom Circle-Vision Theatre, waar voorheen American Journeys draaide, werd omgedoopt tot het Transportarium en presenteerde vanaf 21 november 1994 de film From Time to Time. Zes maanden later onderging de attractie nog enkele veranderingen en werd het theater wederom omgedoopt tot het Tomorrowland Metropolis Science Center. De attractie kwam vanaf toen bekend te staan als The Timekeeper. De attractie bevatte geen voorshow, zoals in Parijs het geval was, maar bevatte enkel een wachtrij met beeldschermen die clips van Nine-Eye vertoonden.
Vanaf 2001 werd The Timekeeper slechts nog in de drukkere perioden van het park geopend. Op 26 februari 2006 werd The Timekeeper gesloten om iets meer dan een jaar later te worden vervangen door de Monsters, Inc. Laugh Floor.

## Beschrijving

### De versie in het Disneyland Park in Parijs en Tokyo Disneyland
Bezoekers van de attractie werden na de wachtrij een bibliotheek-achtige kamer ingeleid, waarin verschillende artefacten te vinden waren, zoals een model van de Nautilus uit de film 20,000 Leagues Under the Sea, een model van de Albatros uit Robur de Veroveraar, Leonardo da Vinci's ornithopter en de eerst gecreëerde heteluchtballon ter wereld. Op een groot scherm werden bezoekers voorgesteld aan de Timekeeper, een robot die hen vertelde dat ze getuige zouden gaan zijn van een demonstratie van zijn nieuwste uitvinding: een tijdmachine. Hij vertelde hen dat deze tijdmachine de wereld zou veranderen, net zoals de uitvindingen, tentoongesteld in de bibliotheek, dat hadden gedaan. Daarna introduceerde hij hen aan Nine-Eye, zijn robot-maatje met camera's op 9 plekken, die de tijd in zou reizen en de beelden aan het publiek zou tonen door haar camera's. Vervolgens werden aan de bezoekers enkele trainingsfilmpjes van Nine-Eye vertoond. Daarna betraden gasten de hoofdshow.
In de hoofdshow, een circle-vision 360°-filmzaal, werden gasten verwelkomd door een animatronic van Timekeeper. Als de deuren gesloten waren, verscheen een animatronic van Nine-Eye en betrad zij gauw genoeg de tijdmachine om door Timekeeper terug naar het verleden te worden gestuurd. Op de schermen in de ruimte werd geprojecteerd wat Nine-Eye te zien kreeg.
Allereerst wordt Nine-Eye door Timekeeper naar het jura gestuurd, waar ze net op tijd aan een hongerige allosaurus ontsnapt. Daarna teleporteert Timekeeper haar naar de laatste ijstijd, zo' 12 000 jaar geleden. Wanneer Nine-eye het koud begint te krijgen, teleporteert Timekeeper haar naar het jaar 1450, met de bedoeling om haar de demonstratie van Gutenberg's drukpers bij te laten wonen. De locatie komt echter niet goed door, en in plaats daarvan verschijnt Nine-Eye op een slagveld in Schotland, waar ze wordt aangevallen door een ridder.
Op dat moment teleporteert Timekeeper Nine-Eye naar het jaar 1503, waar ze getuige is van het portretteren van de Mona Lisa door Leonardo da Vinci. Da Vinci merkt Nine-Eye op en laat het portretteren van de Mona Lisa vallen, om vervolgens schetsen te maken van Nine-Eye. Timekeeper zegt Nine-Eye echter niet te interfereren met het verleden, en teleporteert hem weg van Da Vinci naar een concert van Mozart voor Lodewijk XV en Madame de Pompadour. Nine-Eye wordt ontdekt door de gasten van het concert, die hem achterna gaan zitten. Dan teleporteert Timekeeper Nine-Eye naar de Wereldtentoonstelling van 1889, waar ze getuigde is van de bouw van de Eiffeltoren. Dan stuurt Timekeeper Nine-Eye naar de Wereldtentoonstelling van 1900, waar ze Timekeepers grootste helden vast moet leggen: Jules Verne en H.G. Wells.
Verne en Wells hebben een discussie over hun conflicterende beelden van de toekomst, waarbij Verne zegt dat Wells' visie op de toekomst, zoals de mogelijkheid tot tijdreizen, onmogelijk is. Als Wells wegloopt, bespot Nine-Eye deze opmerking van Verne, waarna Verne haar in de gaten krijgt. Verne pakt haar vast om haar te inspecteren, maar als Timekeeper Nine-Eye terug naar het heden probeert te teleporteren, wordt Verne daarbij per ongeluk ook naar het heden geteleporteerd. Nine-Eye verschijnt in animatronic-vorm weer in de zaal, begeleid door Jules Verne. Timekeeper zegt Verne onmiddellijk terug naar het verleden te willen sturen, maar Verne smeekt om samen met Nine-Eye de toekomst te mogen zien. Timekeeper stemt toe en hij teleporteert Nine-Eye en Verne naar enkele settings in het heden - voor Verne de toekomst. Net op tijd voor een presentatie op de Wereldtentoonstelling van 1900, zet Nine-Eye Verne weer af in het jaar 1900. Daar worden ze opgemerkt door H.G. Wells, die zijn ogen niet kan geloven. Jules Verne geeft aan Wells toe dat hij fout zat en samen met H.G. Wells zwaait hij Nine-Eye uit, die door Timekeeper terug naar het heden wordt geteleporteerd.
Nu dat de bezoekers van de attractie de succesvolle werking van Timekeepers machine hebben gezien, besluit hij om gasten mee te nemen naar de toekomst, in het jaar 2189. Daar zien ze een futuristisch Parijs, waarbij een futuristisch vliegtuig het beeld invliegt (de Reinastella, ontworpen door ...), dat bestuurd wordt door Jules Verne en H.G. Wells. Als Nine-Eye vraagt hoe zij daar zijn beland, zegt Verne dat in de toekomst alles mogelijk is. Wanneer Verne en Wells het beeld uitvliegen, transporteert Timekeeper Nine-Eye terug naar het heden, waarbij hij de gasten van de attractie vaarwel zegt. Bezoekers konden de attractie in Parijs vervolgens verlaten via de uitgang, die uitkwam in souvenirwinkel Constellations.
De versies in het Disneyland Park in Parijs en in Tokyo Disneyland waren nagenoeg gelijk aan elkaar, met een nagesynchroniseerde versie in het Japans in Tokyo Disneyland van de oorspronkelijk Franse film.

### De versie in het Magic Kingdom
De hoofdshow in het Magic Kingdom was gelijk aan die in het Disneyland Park in Parijs en Tokyo Disneyland, met een nagesynchroniseerde versie in het Engels. Het grote verschil met de attracties in Parijs en Tokyo was dat de attractie in het Magic Kingdom geen voorshow bevatte. In plaat daarvan was in de wachtrij op enkele beeldschermen een introductie te zien van Nine-Eye, die de Timekeeper introduceerde als een groots uitvinder die zojuist een tijdmachine had uitgevonden. Vervolgens werden aan de bezoekers enkele trainingsfilmpjes van Nine-Eye vertoond, zoals in Parijs en Tokyo ook het geval was. Daarna betraden gasten de hoofdshow.

## Rolverdeling
| Acteur           | Personage                    |
| ---------------- | ---------------------------- |
| Michel Leeb      | Timekeeper (Frans)           |
| George Tokoro    | Timekeeper (Japans)          |
| Robin Williams   | Timekeeper (Engels)          |
| Myriam Boyer     | Nine-Eye (Frans)             |
| Yuki Saito       | Nine-Eye (Japans)            |
| Rhea Perlman     | Nine-Eye (Engels}            |
| Michel Piccoli   | Jules Verne                  |
| Jeremy Irons     | H.G. Wells                   |
| Franco Nero      | Leonardo da Vinci            |
| Anna Pernicci    | Mona Lisa                    |
| Jean Rochefort   | Louis XV                     |
| Nathalie Baye    | Madame de Pompadour          |
| Gérard Depardieu | Charles de Gaulle-medewerker |